# Sváb József
Sváb József (1963. november 26. –) magyar képregényrajzoló, illusztrátor, rajztanár. Az 1990-es évek elején indult új magyar képregénylapok munkatársa, az első magyar nyelvű szakkönyv szerzője.

## Pályafutása
Sváb József gyermekkora óta kedveli a kalandos olvasmányokat, ezeken keresztül jutott el az akkoriban a Pajtásban, a Fülesben és a Magyar Ifjúságban megjelenő képregényekhez, amelyek nagy hatással voltak rá. Mivel rajzhoz való vonzódása korán megnyilvánult, szinte természetes volt, hogy szerelmese lett a műfajnak. Már akkoriban próbálkozott kedvenc olvasmányainak képregényre való feldolgozásával. A gimnáziumi évek alatt fejlesztette rajztudását, de igazából a főiskolás évek adták meg a végső lökést a képregény rajzolás irányába.
Részt vett a Kertész Sándor alakította csoport, a Kísérleti Képregény Stúdió tevékenységében, tárlatain. Ekkoriban kezdett el illusztrációkat készíteni a Galaktika sci-fi magazin számára. Vonzódott az animáció iránt is, diplomamunkáját ebben a témában készítette. 1987-ben diplomázott a nyíregyházi Bessenyei György Tanárképző Főiskola földrajz-rajz szakán.
Szakmailag sokat nyújtottak neki az olasz szakemberek részvételével szervezett gödöllői és nyíregyházi képregény-táborok. Itt alapozódott meg a nyugati stílusú képregény készítésének ismeretanyaga, amit későbbi munkáiban hasznosíthatott. Rövid rajztanári működés után 1989-ben a Línea olasz-magyar kiadó munkatársa lett, melynek kiadványaiban jelentek meg rajzai, cikkei. A Krampusz című magazin névadó figurájának történeteit is ő rajzolta. Később a grafikusi munka mellett már szerkesztői feladatokat is ellátott.
A kiadó megszűnése után alkalmazott grafikusként dolgozott, majd 1990-ben megalapította saját cégét, és jelenleg is abban tevékenykedik. 1991-ben jelent meg a Képregényiskola című kötete, amely a Menő Manó magazinban közölt cikksorozatának sikeréből indult.
A Nyíregyházán élő grafikus a helyi Nagykönyv kiadó megbízásából több történelmi tárgyú könyvet illusztrált, és készített számukra kifestőt is. 2005-ben a Cherubion egyik sci-fi regényének a címlapját tervezte. 2006-tól jelennek meg ismét képregényei, és a képregényiskola egy újabb fejezetét is közölte a Fekete-Fehér Képregényantológia.
2018-ban elnyerte a Korcsmáros Pál-díjat. 
Az illusztrátor több Sherlock Holmes képregényt készített , melyekben a népszerű brit színészt Jeremy Brett-et ábrázolja detektívként. 2021-től Sváb József a Magyar Sherlock Holmes Rajongói Club VIP tagja.
Sváb József, mint alkotó szerepel a Lambiek Comiclopedia gyűjteményében. 

## Munkái

### Képregények
- Krampusz-történetek (in: Krampusz 1-8, 1990)
- Cochise (in: Menő Manó 1-2, 1990, majd Az apacsok főnöke címen, in: Füles, 1993)
- A bölcsesség ékköve (in: Menő Manó 5-7, 1990)
- Sivatagi bor (in: Fekete-Fehér Képregényantológia 4, Míves Céh, 2006)
- Krampusz-strip (in: Fekete-Fehér Képregényantológia 4, Míves Céh, 2006)
- Krampusz-stripek (in: Eduárd fapados képregényújság 0-7, Képes Kiadó, 2006–2007)
- Sherlock Holmes-képregények – magánkiadás (2018-napjainkig)

### Szakirodalom
- Képregényiskola (Akvarell Bt., 1991)